# Carasaus
Carasaus (fl. 1240 ca.-1260) è stato un troviero belga, della cui opera ci restano cinque componimenti poetici.

## Biografia
La sua carriera può essere datata in quanto egli indica due grand chants (Fine amours m'envoie e Puis que j'ai chançon meüe) per Jehan de Dampierre (morto nel 1259) e un altro (N'est pas sage qui me tourne a folie) per Enrico III di Brabante (regnante nel 1248–1261). Carasaus dedica inoltre Con amans en desesperance a un certo Berengier, ancora non identificato. Oltre a Fine amours, costituito di pentasillabi, tutti i lavori di Carasaus sono composti solo da eptasillabi e decasillabi. Tutte le sue melodie sono nella forma bar; ma Pour ce me sui de chanter entremis è anche motivico. 